# Moviment de la Creativitat
El Moviment de la Creativitat (en anglès: Creativity Movement) és un nou moviment religiós, originari dels Estats Units d'Amèrica, que fou anomenat anteriorment Església Mundial del Creador. El moviment de la Creativitat, ha estat classificat pel Southern Poverty Law Center, com una organització racista, antisemita, homofòbica, xenofòbica i d'extrema dreta.

## Història
L'organització va ser fundada per Ben Klassen, un ciutadà estatunidenc d'origen ucraïnès, al 1973, amb el nom d'Església Mundial del Creador. El moviment de la creativitat considera a l'home blanc com el creador de la civilització humana. La creativitat és un moviment panteista. Degut a una demanda presentada i guanyada per l'Església Mundial de Déu, els creativistes van haver de canviar el nom del seu moviment. El fundador del Moviment de la Creativitat, Ben Klassen, fou l'autor de diversos llibres racistes. Gairebé totes les escriptures de l'Església Mundial del Creador, incloent La Bíblia de l'Home Blanc, han estat escrites per Ben Klassen.
Ben Klassen es va suïcidar en 1993, després de la mort de la seva esposa, i del declivi del seu moviment, ingerint quatre pots de pastilles per dormir. L'actual president de l'organització és l'advocat estatunidenc Matt Hale, qui actualment és a la presó, i està esperant un judici per un presumpte complot per assassinar un jutge federal, Hale fou acusat pel seu cap de seguretat, un agent infiltrat del FBI, Anthony Evola.

## Creences
El creativisme defineix les seves creences com una filosofia atea que no reconeix la creença en cap Déu. Tanmateix, assegura que rendeix culte a l'home blanc com el cim de l'evolució, i diu seguir les lleis eternes de la natura, com la supervivència del més fort, i la lluita entre les espècies i les races per acumular recursos.
Els creativistes consideren que la raça blanca és el cim de l'evolució biològica, i l'origen de tota la ciència, la cultura, la civilització i el progrés humà. Per ells, les altres races són inferiors biològicament, especialment la raça negra, la qual segons ells, és amb prou feines superior als micos.
Els creativistes també creuen que el poble jueu és el pitjor enemic de la raça blanca, i que els jueus utilitzen el seu poder econòmic per esclavitzar i destruir als blancs. Segons els creativistes, els jueus són els creadors de diverses ideologies, entre elles el comunisme, el psicoanàlisi de Sigmund Freud, i el cristianisme.
L'objectiu dels creativistes, és expulsar a tots els enemics de la raça blanca dels territoris dominats pels blancs, i acumular la major quantitat de recursos naturals per tal de sobreviure, sense amoinar-se pel destí de qui ells anomenen "races inferiors" (negres i jueus).
Les seves escriptures religioses principals són La Bíblia de l'home blanc, i La religió eterna de la natura, dues obres escrites pel fundador de la creativitat, Ben Klassen. Els creativistes, mostren un gran respecte pel Führer del Tercer Reich, Adolf Hitler, i el consideren un gran heroi de la humanitat.